# Schönebecker Straße 1c

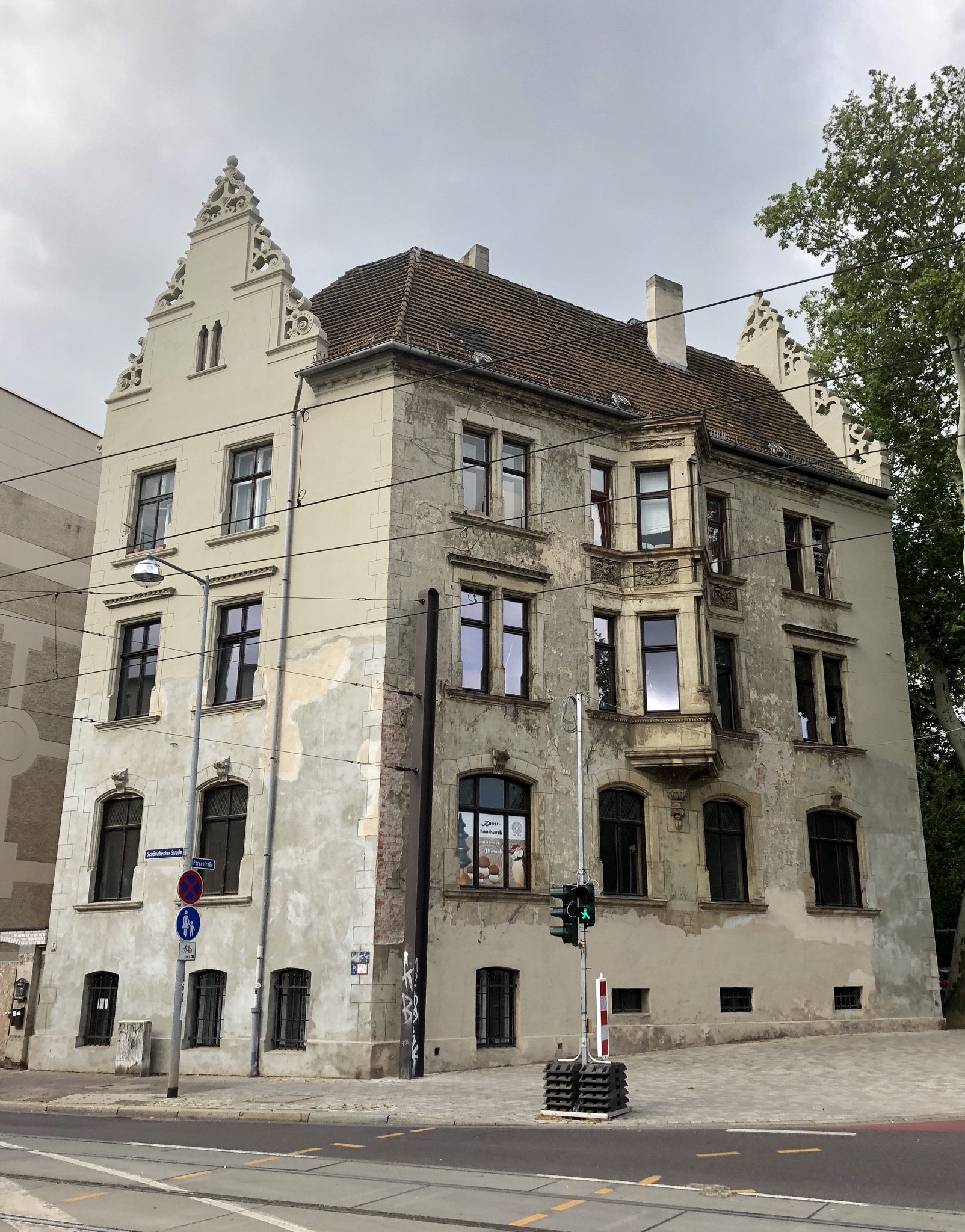
Schönebecker Straße 1c, Blick von Nordwesten, 2019

Schönebecker Straße 1c ist ein denkmalgeschütztes Wohnhaus in Magdeburg in Sachsen-Anhalt.

## Lage
Das Gebäude befindet sich in einer markanten Ecklage auf der Westseite der Schönebecker Straße am nördlichen Ortseingang des Stadtteils Buckau. Nördlich vor dem Haus mündet die Porsestraße auf die Schönebecker Straße. Östlich liegt die Einmündung der Benediktinerstraße. Das Gebäude hat durch die Ecklage Straßenfassaden zu drei Seiten.

## Architektur und Geschichte
Das dreigeschossige verputzte Gebäude wurde im Jahr 1892 von R. Meißner im Stil der Neorenaissance errichtet. Es erinnert in seiner sehr repräsentativen Gestaltung schon an Schlossbauten. Dominiert wird das Erscheinungsbild von den auf der westlichen und östlichen Giebelseite bestehenden hohen Stufengiebeln. Sie sind mit Schnecken und Voluten verziert. Die Westseite ist vor den beiden Obergeschossen mit einem flachen Erker versehen. Dessen Brüstungen sind mit Ornamenten verziert. Darüber hinaus besteht eine Diamantierung. An der Nordfassade befindet sich mittig vor den Obergeschossen ein Dreiecksgiebel.
Im Gebäudeinneren sind noch Teile der bauzeitlichen Ausstattung vorhanden, so insbesondere die hölzerne Treppe mitsamt Treppengeländer, Balustern und abgehängten Stufen. Im Treppenhaus sind auch farbige Fenster, zum Teil als Butzenscheiben gestaltet, erhalten geblieben. Bemerkenswert das halbrunde Oberlicht der Hoftür aus farbigem mit Ornamenten versehenen Glas.
Im örtlichen Denkmalverzeichnis ist das Wohnhaus unter der Erfassungsnummer 094 82598 als Baudenkmal verzeichnet.
Das Haus gilt in besonderer Weise als städtebaulich wichtig. Es gibt Veröffentlichungen, die das Haus unter der Adresse Schönebecker Straße 1b führen.